# كريستينا كيرك
كريستينا كيرك (بالإنجليزية: Christina Kirk)‏ هي ممثلة أمريكية، ولدت في 10 نوفمبر 1970 في نيويورك في الولايات المتحدة.

## أعمال

### مسلسلات
- بلا قوى

## وصلات خارجية
- كريستينا كيرك على موقع IMDb (الإنجليزية)
- كريستينا كيرك على موقع قاعدة بيانات برودواي على الإنترنت (الإنجليزية)
- كريستينا كيرك على موقع قاعدة بيانات الفيلم (الإنجليزية)